# Alexander Cozbinov
Alexander Cozbinov (* 28. April 1995 in Chișinău) ist ein moldauischer Tennisspieler.

## Karriere
In der Junior Rangliste erreichte Cozbinov Platz 267 im Mai 2013.
Im Jahr 2014 war er erstmals in der Tennisweltrangliste platziert. Bis 2018 studierte er vier Jahre an der University of Nevada im Fach Hotel Administration. Während dieser Zeit spielte er weniger Profiturniere und stattdessen College Tennis. 2018 wurde er zum Mountain West Conference Player of the Year gewählt. Nach seinem Abschluss gewann er im Doppel seinen ersten Titel auf der drittklassigen ITF Future Tour. 2019 kam sein erster Einzel-Titel sowie drei weiteren Doppeltitel dazu. Sein erstes Profijahr beendete er auf Platz 818 der Tennisweltrangliste.
Im Jahr 2020 kam er zu seinem ersten Sieg auf der höherdotierten ATP Challenger Tour in Columbus, bevor er in der zweiten Runde gegen Denis Istomin unterlag. Im Doppel erreichte er dank dreier Future-Titel im März 2020 Platz 346, seinen Höchstwert. Dazu kamen noch Punkte für seinen Sieg mit Radu Albot im ATP Cup – die beiden anderen Partien gingen jeweils verloren und Moldau schied als Gruppenletzter der Vorrunde aus. Auch seine drei Einzelbegegnungen verlor er.
2016 wurde er für eine Partie in die moldauische Davis-Cup-Mannschaft berufen, für die er eine Bilanz von 1:1 vorweisen kann.

## Kuriosum
Vor seinem Match beim ATP Cup 2020 gegen Steve Darcis wurde statt der offiziellen Hymne der Republik Moldau, die Limba Noastră, die rumänische Hymne gespielt.

## Erfolge
| Legende (Anzahl der Siege) |
| Grand Slam                 |
| ATP Tour Finals            |
| ATP Tour Masters 1000      |
| ATP Tour 500               |
| ATP Tour 250               |
| ATP Challenger Tour (1)    |

### Doppel

#### Turniersiege
| Nr. | Datum              | Turnier     | Belag     | Partner    | Finalgegner                | Ergebnis         |
| --- | ------------------ | ----------- | --------- | ---------- | -------------------------- | ---------------- |
| 1.  | 18. September 2021 | Istanbul II | Hartplatz | Radu Albot | Antonio Šančić Artem Sitak | 4:6, 7:5, [11:9] |